# Nemanja Ilić (cầu thủ bóng đá)
Nemanja Ilić (Kirin Serbia: Немања Илић; sinh ngày 27 tháng 8 năm 1992) là một hậu vệ bóng đá Serbia thi đấu cho Bačka Bačka Palanka.